# Hasan Vanlıoğlu
Hasan Vanlıoğlu (25 de agosto de 1988) es un deportista turco que compitió en judo. Ganó una medalla de bronce en el Campeonato Europeo de Judo de 2011 en la categoría de –73 kg.

## Palmarés internacional
| Campeonato Europeo | Campeonato Europeo | Campeonato Europeo | Campeonato Europeo |
| Año                | Lugar              | Medalla            | Categoría          |
| ------------------ | ------------------ | ------------------ | ------------------ |
| 2011               | Estambul (Turquía) | Medalla de bronce  | –73 kg             |